# Hassan Rohani
Hassan Rohani (în persană حسن روحانی; n. 12 noiembrie 1948, Sorkheh⁠(d), Semnan Province⁠(d), Iran) este un politician iranian și teolog șiit, jurist de formație. A fost cel de-al șaptelea președinte al Iranului, în perioada august 2013 – august 2021.

## Anii de tinerețe și de studii în Iran
Hassan Rohani s-a născut în anul 1948 la Sorkheh, lângă Semnan, în nordul Iranului într-o familie persană religioasă, sub numele Hasan Fereydun. Tatăl său Hadj Asadollah Fereydun (decedat in 2011) avea o prăvălie de condimente la Sorkheh. Mama sa locuiește în prezent la Semnan împreună cu fiicele și ginerii ei. Hadj Asadollah Fereydun a fost, după câte se știe, activ în mișcarea de opoziție religioasă împotriva șahului și a fost arestat prima oară în anul 1962, și apoi mai mult de douăzeci de ori, înaintea Revoluției iraniene din anul 1979.
Hassan Fereydun a studiat în anii 1960 la Seminarul religios din Semnan, apoi la Seminarul din Qom, unde a fost elevul unor renumiți dascăli ai islamului persan, precum Mohammad Mohaghegh Damad, Morteza Haeri Yazdi, Mohammad-Reza Golpaygani, Soltani, Mohammad Fazel Lankarani, și Mohammad Shahabadi. Pe deasupra, Rohani a făcut și studii de cultură generală și a fost admis la Universitatea din Teheran în anul 1969, obținând licența în științele juridice în anul 1972.

## Studiile în străinătate
Apoi a continuat studiile de drept la Universitatea Caledoniană din Glasgow, în Scoția, terminând în anul 1995 masteratul în drept cu o teză intitulată „Puterea legislativă islamică cu referință la experiența iraniană”. Sub îndrumarea lui dr Mahdi Yaraa și a profesorului Sayed Hassan Amin în 1999 Hassan Fereydun a pregătit teza sa de doctorat „Flexibilitatea Shariyei (Legea islamică) cu referință la experiența iraniană”, bazată, între altele, pe învățătura juristului islamic afghan Mohammad Hashim Kamali.
Hassan Fereydun a adoptat mai târziu numele de familie Rohani, ceea ce înseamnă "al spiritului, spiritual".
În afara limbii sale materne, persana, dr. Hassan Rohani vorbește fluent arabă și engleza.

## Activitatea sa în mișcarea de rezistență islamică
Ca tânăr cleric, Hassan Rohani și-a început activitatea politică în ilegalitate, ca susținător al Mișcării islamice iraniene a ayatollahului Ruhollah Khomeini. După 1965 el a străbătut Iranul în lung și în lat ținând discursuri împotriva regimului Șahului Mohammad Reza Pahlavi. În acei ani a fost arestat de mai multe ori și i s-a interzis să mai țină cuvântări în public.  
În anul 1977 a fost silit să părăsească Iranul pentru a nu fi arestat, și s-a alăturat în exil la Paris ayatollahului Khomeini.

## Cariera după victoria Revoluției islamice în Iran
După victoria revoluției islamiste, dr. Rouhani s-a dedicat mai ales organizării armatei, iar în anul 1980 a fost ales în Parlamentul Republicii Iraniene.
Din 1989 Rohani este membru în Consiliului Suprem pentru Securitate națională a Iranului, din anul 1991 membru al Consiliului pentru asigurarea interesului regimului, din anul 1992 conduce Centrul pentru Cercetări Strategice al Iranului, iar în anul 1999 a fost numit în comisia de experți de pe lângă Conducătorul Suprem al Republicii Islamice.
Rohani a mai indeplinit funcțiile de vicepreședinte al Parlamentului iranian (în al 4-lea și al 5-lea termen).
În perioada președinției lui Mohammad Hatami dr. Rohani, ca secretar general al Consiliului pentru Securitate națională între anii 1989-2005, a reprezentat Iranul în tratativele asupra programului nuclear iranian cu Statele Unite, Marea Britanie, Franța și Germania.

## Alegerea ca președinte al Iranului
În campania prezidențială din 2013 Rohani a fost susținut de tabăra islamistă reformistă din jurul foștilor președinți Mohammad Hatami și Ali Akbar Hashemi Rafsandjani, (Mohammad-Reza Aref și-a retras candidatura în favoarea lui Rohani) rivalii mai conservatori divizându-și voturile între trei candidați principali - Ali Akbar Velayati, Said Djalili și Mohsen Rezayi. La alegeri au luat parte 72% din cei cu drept de vot, Ruhani obținând în mod surprinzător din prima rundă 50.71% din voturi, pe locul doi situându-se primarul orașului Teheran, Mohammad Baker Kalibaf. Conducătorul suprem, ayatollahul Ali Khamenei, a preferat să nu sprijine în mod deschis pe niciunul din candidați și nu a luat măsuri pentru blocarea candidaturii lui Rohani, așa cum au cerut unele cercuri conservatoare, revoltate de unele declarații critice ale candidatului reformist cu privire la încălcări ale drepturilor omului și la starea relațiilor internaționale ale Iranului.
Rohani a declarat că, dacă va fi ales, va pregăti o „cartă a drepturilor cetățenești”, va restaura economia țării (zdruncinată de sancțiunile economice aplicate de numeroase state din cauza programului nuclear) și va îmbunătăți relațiile cu puterile occidentale.
Hassan Rohani s-a căsătorit în anul 1969 cu o verișoară a sa, Sahebeh Arabi, și cuplului i s-au născut patru copii: 2 fii și 2 fiice. Fiul cel mare, Hossein, s-a sinucis în aprilie 1992.

## Cărți și articole
în persană:
- Islamic Revolution: Roots and Challenges (انقلاب اسلامی؛ ریشه‌ها و چالش‌ها), June 1997, ISBN 9649102507
- Fundaments of Political Thoughts of Imam Khomeini (مبانی تفکر سیاسی امام خمینی), July 1999
- Memoirs of Dr. Hassan Rouhani; Vol. 1: The Islamic Revolution (خاطرات دکتر حسن روحانی؛ جلد اول: انقلاب اسلامی), February 2008, ISBN 9786005914801
- Introduction to Islamic Countries (آشنایی با کشورهای اسلامی), November 2008
- Islamic Political Thought; Vol. 1: Conceptual Framework (اندیشه‌های سیاسی اسلام؛ جلد اول: مبانی نظری), December 2009, ISBN 9789649539409
- Islamic Political Thought; Vol. 2: Foreign Policy (اندیشه‌های سیاسی اسلام؛ جلد دوم: سیاست خارجی), December 2009, ISBN 9789649539416
- Islamic Political Thought; Vol. 3: Cultural and Social Issues (اندیشه‌های سیاسی اسلام؛ جلد سوم: مسائل فرهنگی و اجتماعی), December 2009, ISBN 9789649539423
- National Security and Economic System of Iran (امنیت ملی و نظام اقتصادی ایران), August 2010, ISBN 9786005247947
- National Security and Nuclear Diplomacy (امنیت ملی و دیپلماسی هسته‌ای), January 2011, ISBN 9786002900074
- Role of Seminaries in Moral and Political Developments of Society (نقش حوزه‌های علمیه در تحولات اخلاقی و سیاسی جامعه), November 2011
- An Introduction to the History of Shia' Imams (مقدمه‌ای بر تاریخ امامان شیعه), March 2012, ISBN 9786005914948
- Age of Legal Capacity and Responsibility (سن اهلیت و مسئولیت قانونی), October 2012, ISBN 9786002900135
- Memoirs of Dr. Hassan Rouhani; Vol. 2: Sacred Defense (خاطرات دکتر حسن روحانی؛ جلد دوم: دفاع مقدس), January 2013
- Narration of Foresight and Hope (روایت تدبیر و امید), March 2013
- National Security and Foreign Policy (امنیت ملی و سیاست خارجی), May 2013
- National Security and Environment (امنیت ملی و محیط زیست), May 2013

în engleză:
- The Islamic Legislative Power, May 1994
- The Flexibility of Shariah; Islamic Law, April 1996

în arabă:
- Comments on Fiqh (Islamic Jurisprudence); Lessons of the Late Muhaqqiq Damaad (تقريرات درس فقه مرحوم محقق داماد) (Chapter on Prayers [صلاة]), Noirmbrie 2012
- Comments on Usul (Principles of Fiqh); Lessons of the Late Ayatollah Haeri (تقريرات درس أصول مرحوم حائري) (Chapter on Academic Principles [أصول علمية]), March 2012